# Pittsburgh Penguins
I Pittsburgh Penguins sono una squadra professionistica di hockey su ghiaccio con sede a Pittsburgh, in Pennsylvania. Iniziarono a giocare nella NHL nel 1967, quando la lega passò da sei a dodici squadre. Fanno parte della Eastern Conference NHL. Dal 1967 fino alla stagione 2009-10 hanno giocato nella Civic Arena, mentre dalla stagione 2010-11 giocano nella nuova PPG Paints Arena. Hanno vinto cinque Stanley Cup, nel 1991, nel 1992, nel 2009, nel 2016 e nel 2017.

## Storia della franchigia

### Gli anni dell'espansione: 1967-1969
Prima dei Penguins, Pittsurgh era la sede della prima incarnazione dei Pittsburgh Pirates (NHL) durante gli anni '20 e dei Pittsburgh Hornets (AHL) tra gli anni '30 e gli anni '60. I Pirates si sposteranno nella stagione 1930-31 a Filadelfia e diventeranno i Philadelphia Quakers. Gli Hornets invece si sposteranno a Rochester nella stagione 1956-57 della AHL, diventando i Rochester Americans, dato che la pista utilizzata fino ad allora, il Duquesne Gardens, era troppo vecchio per continuare ad accogliere delle partite di hockey. Una squadra ex novo degli Hornets giocò la AHL dal 1961 al 1967, disputando le partite di casa alla Civic Arena. Questa nuova squadra era affiliata nella NHL ai Detroit Red Wings, e cessò di esistere dopo la stagione 1966-67 per lasciare spazio ai Pittsburgh Penguins che inizieranno a giocare alla Civic Arena nella stagione 1967-68.
L'ingresso dei Penguins nella NHL avvenne quindi quando la lega raddoppiò le squadre (passando da 6 a 12) all'inizio della stagione 1967-68, e Pittsburgh fu una delle sei città ad essere scelta come team di espansione. Dopo aver deciso di utilizzare il nome "Penguin" (ispirato dal fatto che la squadra gioca all'Igloo, nomignolo della Pittsburgh Civic Arena), venne scelto un logo raffigurante un pinguino in primo piano, con sullo sfondo un triangolo dorato che simboleggiava il triangolo d'oro della "downtown Pittsburgh".
Il primo general manager della squadra fu Jack Riley. La sua squadra (come anche gli altri team di espansione) venne ostacolata da regole restrittive che portarono un maggiore vantaggio alle squadre che originariamente facevano parte della NHL (i cosiddetti Original Six). Oltre all'attaccante Andy Bathgate ed al difensore Leo Boivin, la prima formazione era composta da ex giocatori delle leghe minori. La squadra non raggiunse i playoff, arrivando comunque a soli sei punti dalla vetta della West Division.
Anche se Bathgate segnava molti gol, sia lui che Boivin lasciarono i Penguins dopo la prima stagione.
L'ex giocatore George Sullivan fu l'allenatore della squadra per le prime due stagioni, venendo successivamente rimpiazzato da Red Kelly. Nonostante alcuni buoni giocatori come Ken Schinkel, Keith McCreary, Bryan Watson, il portiere Les Binkley, la squadra non raccolse buoni risultati nelle prime stagioni. Fallì infatti l'ingresso nei playoff in cinque delle prime sette stagioni di militanza nella NHL.

### 1970-1979
Una tragedia colpì i Penguins durante la stagione 1969-70. Il promettente rookie centrale Michel Brière, terzo realizzatore della squadra, venne ferito gravemente in un incidente stradale. Briere morì dopo aver passato un anno in ospedale, e la sua maglia, la numero 21, fu la prima della franchigia ad essere ritirata. I Penguins si avvicinarono ai playoff per la prima volta nel 1970, arrivando fino alle finali di Western Conference, dove però vennero sconfitti dai St. Louis Blues. Anche durante la stagione 1971-72 raggiunsero i playoff di Conference, ma non andarono oltre. Durante la stagione 1973-74 la squadra era in lotta con i California Golden Seals nella parte bassa della classifica. Jack Riley venne quindi licenziato e rimpiazzato da Jack Button. Button fece acquistare Steve Durbano, Ab Demarco Jr., Bob "Battleship" Kelly, e Bob Paradise. I nuovi inserimenti furono vincenti e il gioco della squadra ne giovò, tanto che alla fine della stagione i Penguins sfiorarono l'ingresso nei playoff.
Verso la metà degli anni '70 Pittsburgh inserì in rosa diversi attaccanti come Syl Apps Jr., Lowell MacDonald, e Jean Pronovost. Nella stagione 1974-75 arrivarono quasi alle semifinali della Stanley Cup, venendo eliminati dai New York Islanders in una delle sole tre serie "al meglio delle 7 partite" della storia degli sport professionali dove una squadra che sta perdendo per 3-0, rimonta fino a vincere la serie per 3-4. Sempre in questi anni vennero inseriti in squadra attaccanti come Rick Kehoe, Pierre Larouche, e Ron Schock, oltre a difensori come Ron Stackhouse e Dave Burrows. I successi dei Penguins dopo la stagione regolare venivano però sempre vanificati da una mediocre difesa. Nonostante questo, il portiere Denis Herron, conquistò il Vezina Trophy nel 1981 insieme a Michel Larocque e Richard Sevigny dei Montreal Canadiens
Nel 1975, i creditori dei Penguins chiesero il pagamento dei debiti pregressi, forzando la società a dichiarare bancarotta. Gli uffici della società vennero sigillati, e si pensò che la squadra sarebbe andata in fallimento. La lega prese il controllo della squadra tra giugno e luglio, prima di lasciare la direzione ad un gruppo composto da Wren Blair, Al Savill e Otto Frenzel.
Un periodo di declino iniziò quando Baz Bastien, ex allenatore e general manager dei Pittsburgh Hornets (AHL), diventò general manager. I Penguins fallirono l'ingresso ai playoff nel 1977-78, a causa del deficit realizzativo degli attaccanti. Pierre Larouche venne scambiato con Pete Mahovlich e Peter Lee. Bastien fece le prime scelte ai draft per molti giocatori che avevano già passato i loro migliori anni agonistici, come Orest Kindrachuk, Tom Bladon, e Rick MacLeish. La squadra risentì di questi acquisti nei primi anni '80. Il decennio si chiuse con un'apparizione nei playoff del 1979, con una entusiasmante serie iniziale contro Buffalo, vanificata però dalla sconfitta nel turno successivo contro i Boston Bruins.

### 1980-1984
I Penguins iniziano il decennio cambiando i colori sociali. Nel gennaio 1980, la squadra cambiò i colori blu e bianco negli attuali nero e oro per rispecchiare i colori utilizzati dalle altre squadre sportive di Pittsburgh, i Pirates (MLB) e gli Steelers (NFL), e anche quelli della bandiera di Pittsburgh. Sia i Pirates che gli Steelers hanno utilizzato i colori nero e oro per decenni. I Boston Bruins protestarono contro questo cambiamento di colori, identificando in questa situazione un monopolio sui suddetti colori. I Penguins difesero la loro scelta affermando che anche la squadra NHL dei Pirates avevano già utilizzato questi colori, aggiungendo che questi sono i colori tradizionalmente utilizzati dalle squadre sportive di Pittsburgh. La NHL acconsentì, e ai Penguins venne accordato il permesso di utilizzare il nero e l'oro, colori utilizzati anche dagli Anaheim Ducks quando la squadra cambiò le proprie uniformi nel 2006.
Gli anni '80 iniziano con gli acquisti del difensore Randy Carlyle e dei prolifici attaccanti Paul Gardner e Mike Bullard. In questa prima parte del decennio, i Penguins creeranno non pochi problemi alle squadre che incontreranno nei playoff, riuscendo a tenere in equilibrio fino alla fine le varie serie di partite al meglio delle cinque. Nel 1980, qualificati ai playoff in posizione 13 porteranno i Boston Bruins a giocare la quinta partita, perdendola. Nella stagione seguente, qualificatisi alla posizione 15 persero la partita decisiva ai supplementari contro i favoriti St. Louis Blues. Nei playoff del 1982 andarono in vantaggio per 3-1 nella quinta e decisiva partita contro i vincitori della Stanley Cup della stagione precedente, i New York Islanders. Nonostante il vantaggio, gli Islanders riuscirono a pareggiare e a portare la partita ai supplementari, vincendola con un gol di John Tonelli. Questa sarà anche l'ultima apparizione dei Penguins nei playoff fino al 1989.
La squadra realizzò i peggiori risultati nelle stagioni 1983 e 1984, risultati che uniti ai problemi finanziari fecero pensare alla chiusura della franchigia. Ma la ricompensa per il pessimo campionato 1983-84 fu il diritto all'acquisto ai draft del giocatore franco-canadese Mario Lemieux. Altre squadre offrirono scambi sostanziali, ma i Penguins non cedettero alle offerte.

### 1984-2005: il periodo Lemieux

#### 1984-1996

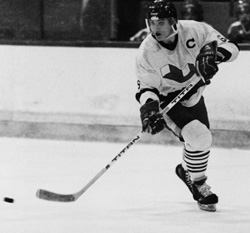
Mario Lemieux nel 1984, anno in cui giocava con i Laval Voisins della Quebec Major Junior Hockey League

Grazie alla prima scelta assoluta ai National Hockey League Entry Draft 1984 i Penguins selezionarono la superstar della Quebec Major Junior Hockey League Mario Lemieux. La classe del giocatore emerse subito, dato che segnò il suo primo gol con il primo tiro nella sua prima partita nella NHL.
Pittsburgh restò fuori dai playoff fino alla stagione 1988-89. In quel periodo i Penguins fornirono a Lemieux una forte rosa di giocatori, inserendo il difensore Paul Coffey degli Edmonton Oilers (vincitori della Stanley Cup del 1987) e giovani talenti provenienti dalle leghe minori come Kevin Stevens, Rob Brown, e John Cullen. Gli acquisti si conclusero con l'inserimento nella rosa del portiere Tom Barrasso dei Buffalo Sabres. I Penguins arrivarono ai playoff nel 1989, ma perderanno al secondo turno contro i Philadelphia Flyers. Nonostante l'accumulo di 123 punti, Lemieux non giocò 21 partite nella stagione 1989-90 a causa di un'ernia del disco, e i Penguins non arrivarono a qualificarsi per i playoff.
Nella stagione 1990-91 i Penguins conquistarono le vette delle classifiche. Ai National Hockey League Entry Draft 1990 venne acquisita l'ala destra della Repubblica Ceca Jaromír Jágr, che insieme a Mario Lemieux formerà una coppia di realizzatori simile a quella Gretzky-Kurri degli Edmonton Oilers negli anni '80. Mark Recchi arrivò dalle leghe minori, e Bryan Trottier venne ingaggiato in qualità di agente libero per fornire esperienza ad una squadra giovane. Joe Mullen venne acquisito in una transazione minore, mentre delle transazioni maggiori comportarono l'acquisizione di Larry Murphy, Ron Francis e Ulf Samuelsson. I Penguins diventeranno la migliore squadra della lega, battendo i Minnesota North Stars nelle finali di Stanley Cup in sei partite. Dopo questa vittoria, la squadra venne ricevuta il 24 giugno alla Casa Bianca dal presidente degli Stati Uniti George H. W. Bush, la prima squadra della NHL a essere ricevuta alla Casa Bianca. Nella seguente stagione la squadra perse l'allenatore Bob Johnson a causa del cancro, rimpiazzato da Scotty Bowman. Sotto la guida di Bowman i Penguins conquisteranno la loro seconda Stanley Cup battendo i Chicago Blackhawks per quattro partite a zero.
Dopo la morte di Bob Johnson, nel 1993 venne diagnosticato a Mario Lemieux il linfoma di Hodgkin. Dopo soli due mesi dalla diagnosi, Lemieux ritornò a giocare disputando 60 delle 84 partite in programma nella stagione, vincendo il suo quarto Art Ross Trophy grazie ai 160 punti realizzati battendo Pat LaFontaine e Adam Oates. I Penguins conclusero la stagione con un record di 56-21-7, vincendo anche il primo Presidents' Trophy della propria storia, risultando la squadra che realizzò il maggior numero di punti nella stagione regolare, 119, record attuale della franchigia. Dopo il ritorno di Lemieux, la squadra giocò meglio di quanto mai avesse fatto prima, realizzando un record di lega con 17 vittorie consecutive, record fermato solo dal pareggio con i New Jersey Devils nell'ultima partita della stagione. Nonostante tutti questi successi, la squadra venne eliminata nel secondo turno dei playoff dai New York Islanders nei tempi supplementari della partita 7.

#### 1997-2005
Dopo la conquista delle due Stanley Cup all'inizio degli anni '90, i giocatori facenti parte di quelle squadre vennero integrati da attaccanti come Alexei Kovalev, Martin Straka, Aleksey Morozov, Robert Lang e Petr Nedvěd, e difensori come Sergej Zubov, Darius Kasparaitis e Kevin Hatcher. Lemieux si ritirò nel 1997 e passò in maniera formale il testimone a Jaromir Jagr come miglior realizzatore della lega. Per le successive quattro stagioni Jagr, capitano della squadra, vinse quattro Art Ross Trophy di seguito. In base ai risultati ottenuti durante la carriera, che lo fecero diventare una leggenda dell'hockey, Lemieux venne proposto per essere inserito nella Hockey Hall of Fame nello stesso anno in cui si ritirò, senza attendere i tre canonici anni dal ritiro del giocatore.
Nonostante gli ottimi risultati sul campo, i Penguins si ritrovarono ad avere dei grossi problemi finanziari. Le spese effettuate all'inizio del decennio portarono la società sull'orlo del fallimento, e i proprietari della franchigia al tempo (Howard Baldwin e Morris Belzberg, che l'acquistarono dopo la vittoria della prima Stanley Cup) chiesero ai giocatori un taglio dei salari. Questi problemi, sommati ad altri sempre di natura finanziaria, portarono la società ad essere forzata a riorganizzarsi secondo la legge denominata Chapter 11 bancruptcy dello United States Code nel novembre 1998. La situazione stava portando la società a soluzioni drastiche, come spostarsi dalla sede di Pittsburgh e cambiare nome, o chiudere definitivamente. Mario Lemieux si fece avanti con una proposta senza precedenti. Essendo diventato uno dei principali creditori della società a causa degli anni di salari diminuiti, ed avendo così accumulato crediti per milioni di dollari, propose di convertire i suoi crediti in capitale societario e di acquistare la società. La corte acconsentì, e Lemieux divenne proprietario della franchigia il 3 settembre 1999.
Successivamente Lemieux decise di tornare a cimentarsi come giocatore. Ritornò sul ghiaccio il 27 dicembre 2000, diventando il primo giocatore-proprietario della storia della NHL. L'apporto di Lemieux al raggiungimento dei playoff fu fondamentale, apporto che si evidenziò nella vittoria ai supplementari contro i Buffalo Sabres nella partita 7 del secondo turno di playoff. Kasparaitis segnò il gol decisivo per passare alle finali di Eastern Conference, finali perse in 5 partite contro i New Jersey Devils.
Comunque i Penguins avevano bisogno di tagliare i costi. Vennero venduti Jagr e František Kučera ai Washington Capitals in cambio di Kris Beech, Michal Sivek e Ross Lupaschuk, oltre a 4,9 milioni di dollari nell'estate del 2001. L'assenza di Jagr sarà devastante per i Penguins, e nel 2002 la squadra non si qualificò per i playoff, la prima volta da 12 anni. Altre difficoltà finanziarie porteranno al trasferimento di Alexei Kovalev ai New York Rangers la stagione successiva, subito seguito dalla partenza di Robert Lang. Sfortunatamente per la franchigia, nessuno dei nuovi acquisti si rivelerà essere all'altezza dei giocatori ceduti, e a causa di questo i Penguins passeranno le successive stagioni nelle parti basse della classifica.
Il 2003 era atteso come l'anno della ricostruzione per i Penguins, con l'acquisto come prima scelta assoluta ai National Hockey League Entry Draft 2003 del portiere Marc-André Fleury e con l'inserimento del nuovo allenatore (ex giocatore e commentatore) Eddie Olczyk. Il budget ristretto della società fece risultare l'acquisto di Fleury piuttosto teso, ma il giocatore ripagherà successivamente il suo acquisto disputando un buon campionato. Lemieux venne ferito ad un'anca all'inizio della stagione, stagione che quindi passerà per la maggior parte senza giocare per recuperare l'infortunio. Martin Straka venne ceduto ai Los Angeles Kings, mentre Fleury venne mandato nel team affiliato della AHL a causa dei problemi finanziari. La squadra terminerà la stagione con il peggiore record nella NHL, vincendo solo 23 partite, e perderà anche la lotteria del National Hockey League Entry Draft 2004 a favore dei Washington Capitals.
Con la cancellazione della stagione 2004-05 a causa del lockout, molti dei giocatori dei Penguins firmarono con la squadra affiliata della AHL, i Wilkes-Barre/Scranton Penguins, mentre altri, come Aleksey Morozov e Milan Kraft ritornarono a giocare in squadre europee, rimanendovi anche dopo il lockout.

#### 2008-2009
Nella stagione 2008-2009, dopo diciassette anni dall'ultimo successo, grazie soprattutto all'apporto della coppia Crosby-Malkin i Penguins conquistarono il loro terzo titolo, battendo in sette gare i Detroit Red Wings nella serie finale dei playoff. Sidney Crosby è diventato così il più giovane capitano di sempre di una squadra NHL ad alzare la Stanley Cup.

#### 2014-15
A seguito dell'eliminazione dai play-off ad opera dei New York Rangers, Ray Shero viene licenziato come Genaral Manager, e sostituito dall'ex GM dei Carolina Hurricanes Jim Rutherford, il quale provvederà a sostituire l'allenatore Dan Bylsma con Mike Johnston proveniente dai Portland Winterhawks della WHL.
Il nuovo GM Rutherford cerca di aggiustare il roster con diverse mosse, tra cui l'acquisizione di Patric Hornqvist dai Nashville Predators, di David Perron dagli Edmonton Oilers e la controversa transazione che ha riportato a Pittsburgh Ben Lovejoy in cambio di Simon Després.
La prima stagione di Mike Johnston termina con l'eliminazione al primo turno nuovamente contro i New York Rangers, dopo che i Penguins si erano qualificati all'ultimo posto utile per i play-off nell'ultima giornata della regular season.

#### 2015-16
I Penguins iniziano la stagione 2015-16 con l'acquisizione dai Toronto Maple Leafs del forte attaccante Phil Kessel, l'ala che da tanti anni mancava al duo Crosby-Malkin.

## Franchigie associate
Tutte le franchigie della NHL hanno delle franchigie associate delle leghe minori. Queste franchigie sono un vivaio per le squadre NHL e vengono spesso chiamate "club-scuola". Di seguito le varie franchigie associate ai Penguins nei diversi campionati:
- 1967-68: Baltimora Clippers - American Hockey League (AHL)
- 1968-69: Amarillo Wranglers[17] - Central Hockey League (CHL)
- 1970-71: Baltimora Clippers (AHL) e Amarillo Wranglers (CHL)
- 1971-75: Fort Wayne Komets - International Hockey League (IHL)
- 1974-75: Johnstown Jets - North American Hockey League (NAHL)
- 1971-77: Hershey Bears (AHL) - franchigia ancora in attività
- 1977-79: Binghamton Dusters (AHL) e Grand Rapids Owls (IHL)
- 1980-81: Binghamton Dusters (AHL).
- 1981-82: Erie Blades (AHL) e Muskegon Mohawks (IHL)[18]
- 1982-83: Baltimora Skipjacks (AHL)
- 1987-90: Muskegon Lumberjacks (IHL)
- 1990-92: Knoxville Cherokees - East Coast Hockey League (ECHL)
- 1992-97: Cleveland Lumberjacks (IHL)
- 1993-94: Louisville Ice Hawks (ECHL)
- 1995-96: Hampton Roads Admirals (ECHL)
- 1996-98: Johnstown Chiefs (ECHL)
- 1997-99: Syracuse Crunch (AHL). I Vancouver Canucks erano nello stesso periodo ugualmente associati ai Crunch.

Attualmente le squadre associate ai Pittsburgh Penguins sono le seguenti:
- Wilkes-Barre/Scranton Penguins nella AHL.
- Wheeling Nailers nella ECHL[19].

## Roster 2015-16
- Posizione: P=portiere; D=difensore C=centro; AS=ala sinistra; AD=ala destra;
- Presa/Tiro: SX=sinistra; DX=destra;
- (C)=capitano; (A)=capitano alternativo;

| Numero | Nazionalità            | Nome              | Posizione | Presa/Tiro | Acquisito | Luogo di nascita                        |
| ------ | ---------------------- | ----------------- | --------- | ---------- | --------- | --------------------------------------- |
| 29     | Canada (bandiera)      | Marc-André Fleury | P         | SX         | 2003      | Sorel-Tracy (Québec)                    |
| 37     | Stati Uniti (bandiera) | Jeff Zatkoff      | P         | SX         | 2012      | Detroit (Michigan)                      |
| 2      | Stati Uniti (bandiera) | Adam Clendening   | D         | DX         | 2015      | Niagara Falls (New York)                |
| 3      | Finlandia (bandiera)   | Olli Määttä       | D         | SX         | 2012      | Jyväskylä (Finlandia)                   |
| 4      | Stati Uniti (bandiera) | Rob Scuderi       | D         | SX         | 2013      | Syosset (New York)                      |
| 8      | Stati Uniti (bandiera) | Brian Dumoulin    | D         | SX         | 2012      | Biddeford (Maine)                       |
| 12     | Stati Uniti (bandiera) | Ben Lovejoy       | D         | DX         | 2015      | Concord (New Hampshire)                 |
| 28     | Stati Uniti (bandiera) | Ian Cole          | D         | SX         | 2015      | Ann Arbor (Michigan)                    |
| 58     | Canada (bandiera)      | Kristopher Letang | D         | DX         | 2005      | Montréal (Québec)                       |
| 7      | Stati Uniti (bandiera) | Matt Cullen       | C         | SX         | 2015      | Virginia (Minnesota)                    |
| 9      | Canada (bandiera)      | Pascal Dupuis     | AS        | SX         | 2008      | Laval (Québec)                          |
| 13     | Stati Uniti (bandiera) | Nick Bonino       | C         | SX         | 2015      | Hartford (Connecticut)                  |
| 14     | Canada (bandiera)      | Chris Kunitz (A)  | AS        | SX         | 2009      | Regina (Saskatchewan)                   |
| 16     | Canada (bandiera)      | Eric Fehr         | C/A       | RX         | 2015      | Winkler (Manitoba)                      |
| 19     | Stati Uniti (bandiera) | Beau Bennett      | AS        | DX         | 2010      | Gardena (California)                    |
| 41     | Paesi Bassi (bandiera) | Daniel Sprong     | AD        | DX         | 2015      | Amsterdam (Paesi Bassi)                 |
| 57     | Canada (bandiera)      | David Perron      | AS        | DX         | 2015      | Sherbrooke (Québec)                     |
| 61     | Russia (bandiera)      | Sergei Plotnikov  | AS        | SX         | 2015      | Komsomol'sk-na-Amure (Unione Sovietica) |
| 71     | Russia (bandiera)      | Evgeni Malkin (A) | C         | SX         | 2004      | Magnitogorsk (Unione Sovietica)         |
| 72     | Svezia (bandiera)      | Patric Hornqvist  | AD        | DX         | 2014      | Sollentuna (Svezia)                     |
| 81     | Stati Uniti (bandiera) | Phil Kessel       | AD        | DX         | 2015      | Madison (Wisconsin)                     |
| 87     | Canada (bandiera)      | Sidney Crosby (C) | C         | SX         | 2005      | Cole Harbour (Nuova Scozia)             |

- Aggiornata al 28 ottobre 2015

## Hockey Hall of Fame
Giocatori
- Andy Bathgate, AD, (1967-68, 1970-71) inserito nel 1978
- Leo Boivin, D, (1967-69) inserito nel 1986
- Paul Coffey, D, (1987-92) inserito nel 2004
- Ron Francis, C, (1990-98) inserito nel 2007
- Tim Horton, D, (1971-72) inserito nel 1977
- Mario Lemieux, C, (1984-97, 2000-06) inserito nel 1997
- Joe Mullen, AD, (1990-95, 1996-97) inserito nel 2000
- Larry Murphy, D, (1990-95) inserito nel 2004
- Bryan Trottier, C, (1990-92, 1993-94) inserito nel 1997

Allenatori
- Scotty Bowman, direttore del Player Development e allenatore, (1990-93) inserito nel 1991
- Bob Johnson, allenatore, (1990-91) inserito nel 1992
- Craig Patrick, general manager e allenatore, (1989-2006) inserito nel 2001
- Herb Brooks, allenatore, (1999-2000) inserito nel 2006

Altri
- Media - Mike Lange, annunciatore, (1975-oggi) inserito nel 2001 - Foster Hewitt Memorial Award

## Capitani
| Periodo           | Nome del/i giocatore/i                                  |
| ----------------- | ------------------------------------------------------- |
| 1967-1968         | Ab McDonald                                             |
| 1968-1969         | Keith McCreary                                          |
| 1969-1973         | nessun capitano                                         |
| 1973-1977         | Ron Schock                                              |
| 1977-1978         | Jean Pronovost                                          |
| 1978-1981         | Orest Kindrachuk                                        |
| 1981-1984         | Randy Carlyle                                           |
| 1984-1986         | Mike Bullard                                            |
| 1986-1987         | Mike Bullard e Terry Ruskowski                          |
| 1987-1988         | Dan Frawley e Mario Lemieux                             |
| 1988-1990         | Mario Lemieux                                           |
| 1990-1991         | Mario Lemieux, Paul Coffey, John Cullen e Randy Hillier |
| 1991-1994         | Mario Lemieux                                           |
| 1994-1995         | Ron Francis                                             |
| 1995-1997         | Mario Lemieux                                           |
| 1997-1998         | Ron Francis                                             |
| 1998-2000         | Jaromír Jágr                                            |
| 2000-2001         | Jaromír Jágr e Martin Straka                            |
| 2001-gennaio 2006 | Mario Lemieux e Steve McKenna                           |
| gennaio 2006-2007 | nessun capitano                                         |
| dal 2007          | Sidney Crosby                                           |

## Record della franchigia
| Giocatore          | PG  | G   | A     | PT    |
| ------------------ | --- | --- | ----- | ----- |
| Mario Lemieux      | 915 | 690 | 1.033 | 1.723 |
| Jaromír Jágr       | 806 | 439 | 640   | 1.079 |
| Rick Kehoe         | 722 | 312 | 324   | 636   |
| Ron Francis        | 533 | 144 | 449   | 613   |
| Jean Pronovost     | 753 | 316 | 287   | 603   |
| Kevin Stevens      | 522 | 260 | 295   | 555   |
| Sylvanus Apps, Jr. | 495 | 151 | 349   | 500   |
| Martin Straka      | 560 | 165 | 277   | 442   |
| Paul Coffey        | 331 | 108 | 332   | 440   |
| Ron Schock         | 619 | 124 | 280   | 404   |

Playoff
| Giocatore     | Posizione | PG  | G  | A  | PT  | PT/PG |
| ------------- | --------- | --- | -- | -- | --- | ----- |
| Mario Lemieux | C         | 107 | 76 | 96 | 172 | 1,61  |
| Jaromír Jágr  | AD        | 140 | 65 | 82 | 147 | 1,05  |

Di seguito i record della squadra in una sola stagione:
Stagione regolare
- Numero di gol: Mario Lemieux con 85 gol nella stagione 1988-89.
- Numero di assist: Mario Lemieux con 114 assist nella stagione 1988-89.
- Numero di punti: Mario Lemieux con 199 punti nel 1988-89. Per i difensori, Paul Coffey detiene il record con 113 punti nello stesso anno (1988-89). Il miglior rookie è invece Sidney Crosby con 102 punti nel 2005-06.
- Numero di penalità: Paul Baxter è rimasto sulla panca delle penalità per 409 minuti nel 1981-82.
- Numero di vittorie: Tom Barrasso ha giocato 43 partite vittoriose nel 1992-93.

Playoff
- Numero di gol: Kevin Stevens con 17 gol nel 1991.
- Numero di assist: Mario Lemieux con 28 assist nel 1991.
- Numero di punti: Mario Lemieux con 44 punti. Larry Murphy detiene il record per i difensori con 23 punti.
- Numero di stoppate: Tom Barrasso ha stoppato 578 tiri nel 1991.

### Stagione per stagione
| Stagione | PG                 | V                  | S                  | P                  | OTS                | Pt                 | GF                 | GS                 | PIM                | Posizione finale         | Playoff                                                                          |
| -------- | ------------------ | ------------------ | ------------------ | ------------------ | ------------------ | ------------------ | ------------------ | ------------------ | ------------------ | ------------------------ | -------------------------------------------------------------------------------- |
| 1967-68  | 74                 | 27                 | 34                 | 13                 | —                  | 67                 | 195                | 216                | 554                | 5ª West division         | non qualificata                                                                  |
| 1968-69  | 76                 | 20                 | 45                 | 11                 | —                  | 51                 | 189                | 252                | 677                | 5ª West division         | non qualificata                                                                  |
| 1969-70  | 76                 | 26                 | 38                 | 12                 | —                  | 64                 | 182                | 238                | 1038               | 2ª West division         | 4-0 Seals 2-4 Blues                                                              |
| 1970-71  | 78                 | 21                 | 37                 | 20                 | —                  | 62                 | 221                | 240                | 1079               | 6ª West division         | non qualificata                                                                  |
| 1971-72  | 78                 | 26                 | 38                 | 14                 | —                  | 66                 | 220                | 258                | 978                | 4ª West division         | 0-4 Blackhawks                                                                   |
| 1972-73  | 78                 | 32                 | 37                 | 9                  | —                  | 73                 | 257                | 265                | 866                | 5ª West division         | non qualificata                                                                  |
| 1973-74  | 78                 | 28                 | 41                 | 9                  | —                  | 65                 | 242                | 273                | 950                | 5ª West division         | non qualificata                                                                  |
| 1974-75  | 80                 | 37                 | 28                 | 15                 | —                  | 89                 | 326                | 289                | 1119               | 3ª Norris division       | 2-0 Blues 3-4 Islanders                                                          |
| 1975-76  | 80                 | 35                 | 33                 | 12                 | —                  | 82                 | 339                | 303                | 1004               | 3ª Norris division       | 1-2 Maple Leafs                                                                  |
| 1976-77  | 80                 | 34                 | 33                 | 13                 | —                  | 81                 | 240                | 252                | 669                | 3ª Norris division       | 1-2 Maple Leafs                                                                  |
| 1977-78  | 80                 | 25                 | 37                 | 18                 | —                  | 68                 | 254                | 321                | 1300               | 4ª Norris division       | non qualificata                                                                  |
| 1978-79  | 80                 | 36                 | 31                 | 13                 | —                  | 85                 | 281                | 279                | 1039               | 2ª Norris division       | 2-1 Sabres 0-4 Bruins                                                            |
| 1979-80  | 80                 | 30                 | 37                 | 13                 | —                  | 73                 | 251                | 303                | 1038               | 3ª Norris division       | 2-3 Bruins                                                                       |
| 1980-81  | 80                 | 30                 | 37                 | 13                 | —                  | 73                 | 302                | 345                | 1807               | 4ª Norris division       | 2-3 Blues                                                                        |
| 1981-82  | 80                 | 31                 | 36                 | 13                 | —                  | 75                 | 310                | 337                | 2212               | 4ª Patrick division      | 2-3 Islanders                                                                    |
| 1982-83  | 80                 | 18                 | 53                 | 9                  | —                  | 45                 | 257                | 394                | 1859               | 6ª Patrick division      | non qualificata                                                                  |
| 1983-84  | 80                 | 16                 | 58                 | 6                  | —                  | 38                 | 254                | 390                | 1695               | 6ª Patrick division      | non qualificata                                                                  |
| 1984-85  | 80                 | 24                 | 51                 | 5                  | —                  | 53                 | 276                | 385                | 1493               | 6ª Patrick division      | non qualificata                                                                  |
| 1985-86  | 80                 | 34                 | 38                 | 8                  | —                  | 76                 | 313                | 305                | 1538               | 5ª Patrick division      | non qualificata                                                                  |
| 1986-87  | 80                 | 30                 | 38                 | 12                 | —                  | 72                 | 297                | 290                | 1693               | 5ª Patrick division      | non qualificata                                                                  |
| 1987-88  | 80                 | 36                 | 35                 | 9                  | —                  | 81                 | 319                | 316                | 2211               | 6ª Patrick division      | non qualificata                                                                  |
| 1988-89  | 80                 | 40                 | 33                 | 7                  | —                  | 87                 | 347                | 349                | 2670               | 2ª Patrick division      | 4-0 Rangers 3-4 Flyers                                                           |
| 1989-90  | 80                 | 32                 | 40                 | 8                  | —                  | 72                 | 318                | 359                | 2132               | 5ª Patrick division      | non qualificata                                                                  |
| 1990-91  | 80                 | 41                 | 33                 | 6                  | —                  | 88                 | 342                | 305                | 1641               | 1ª Patrick division      | 4-3 Devils 4-1 Capitals 4-2 Bruins vincitori della Stanley Cup 4-2 North Stars   |
| 1991-92  | 80                 | 39                 | 32                 | 9                  | —                  | 87                 | 343                | 308                | 1907               | 3ª Patrick division      | 4-3 Capitals 4-2 Rangers 4-0 Bruins vincitori della Stanley Cup 4-0 Blackhawks   |
| 1992-93  | 84                 | 56                 | 21                 | 7                  | —                  | 119                | 367                | 268                | 1776               | 1ª Patrick division      | 4-1 Devils 3-4 Islanders                                                         |
| 1993-94  | 84                 | 44                 | 27                 | 13                 | —                  | 101                | 299                | 285                | 1624               | 1ª Northeast division    | 2-4 Capitals                                                                     |
| 1994-95  | 48                 | 29                 | 16                 | 3                  | —                  | 61                 | 181                | 158                | 1036               | 2ª Northeast division    | 4-3 Capitals 1-4 Devils                                                          |
| 1995-96  | 82                 | 49                 | 29                 | 4                  | —                  | 102                | 362                | 284                | 1623               | 1ª Northeast division    | 4-2 Capitals 4-1 Rangers 3-4 Panthers                                            |
| 1996-97  | 82                 | 38                 | 36                 | 8                  | —                  | 84                 | 285                | 280                | 1498               | 2ª Northeast division    | 1-4 Flyers                                                                       |
| 1997-98  | 82                 | 40                 | 24                 | 18                 | —                  | 98                 | 228                | 188                | 1225               | 1ª Northeast division    | 2-4 Canadiens                                                                    |
| 1998-99  | 82                 | 38                 | 30                 | 14                 | —                  | 90                 | 242                | 225                | 977                | 3ª Atlantic division     | 4-3 Devils 2-4 Maple Leafs                                                       |
| 1999-00  | 82                 | 37                 | 31                 | 8                  | 6                  | 88                 | 241                | 236                | 1221               | 3ª Atlantic division     | 4-1 Capitals 2-4 Flyers                                                          |
| 2000-01  | 82                 | 42                 | 28                 | 9                  | 3                  | 96                 | 281                | 256                | 1585               | 3ª Atlantic division     | 4-2 Capitals 4-3 Sabres 1-4 Devils                                               |
| 2001-02  | 82                 | 28                 | 41                 | 8                  | 5                  | 69                 | 198                | 249                | 1248               | 5ª Atlantic division     | non qualificata                                                                  |
| 2002-03  | 82                 | 27                 | 44                 | 6                  | 5                  | 65                 | 189                | 255                | 1125               | 5ª Atlantic division     | non qualificata                                                                  |
| 2003-04  | 82                 | 23                 | 47                 | 8                  | 4                  | 58                 | 190                | 303                | 1270               | 5ª Atlantic division     | non qualificata                                                                  |
| 2004-05  | stagione annullata | stagione annullata | stagione annullata | stagione annullata | stagione annullata | stagione annullata | stagione annullata | stagione annullata | stagione annullata | stagione annullata       | stagione annullata                                                               |
| 2005-06  | 82                 | 22                 | 46                 | —                  | 14                 | 58                 | 244                | 316                | 1539               | 5ª Atlantic division     | non qualificata                                                                  |
| 2006-07  | 82                 | 47                 | 24                 | —                  | 11                 | 105                | 277                | 246                | 1211               | 2ª Atlantic division     | 1-4 Ottawa                                                                       |
| 2007-08  | 82                 | 47                 | 27                 | —                  | 8                  | 102                | 247                | 216                | 1155               | 1ª Atlantic division     | 4-0 Senators 4-1 Rangers 4-1 Flyers 2-4 Red Wings                                |
| 2008-09  | 82                 | 45                 | 28                 | —                  | 9                  | 99                 | 264                | 239                | 1106               | 2ª Atlantic division     | 4-2 Flyers 4-3 Capitals 4-0 Hurricanes vincitori della Stanley Cup 4-3 Red Wings |
| 2009-10  | 82                 | 47                 | 28                 | —                  | 7                  | 101                | 257                | 237                | 1183               | 2ª Atlantic division     | 4-2 Senators 3-4 Canadiens                                                       |
| 2010-11  | 82                 | 49                 | 25                 | —                  | 8                  | 106                | 238                | 199                | 1388               | 2ª Atlantic division     | 3-4 Lightning                                                                    |
| 2011-12  | 82                 | 51                 | 25                 | —                  | 6                  | 108                | 282                | 221                | 880                | 2ª Atlantic division     | 2-4 Flyers                                                                       |
| 2012-13  | 48                 | 36                 | 12                 | —                  | 0                  | 72                 | 165                | 119                | 563                | 1ª Atlantic division     | 4-2 Islanders 4-1 Senators 0-4 Bruins                                            |
| 2013-14  | 82                 | 51                 | 24                 | —                  | 7                  | 109                | 249                | 207                | 832                | 1ª Metropolitan division | 4-2 Blue Jackets 3-4 Rangers                                                     |
| 2014-15  | 82                 | 43                 | 27                 | —                  | 12                 | 98                 | 221                | 210                | 1123               | 4ª Metropolitan division | 1-4 Rangers                                                                      |
| Stagione | PG                 | V                  | S                  | P                  | OTS                | Pt                 | GF                 | GS                 | PIM                | Posizione finale         | Playoff                                                                          |

## Numeri ritirati
- 21 - Michel Brière, C (1969-70), non più assegnato dopo la sua morte nel 1971, ritirato ufficialmente il 5 gennaio 2001
- 66 - Mario Lemieux, C (1984-97) e (2000-06), ritirato il 19 novembre 1997; venne "reinserito" quando fece ritorno il 27 dicembre del 2000 contro i Toronto Maple Leafs; nuovamente ritirato il 5 ottobre 2006
- 99 - Wayne Gretzky ritirato da tutta la lega il 6 febbraio 2000

## Allenatori
I Penguins hanno avuto 24 allenatori differenti dopo la loro prima stagione. Ken Schinkel, Craig Patrick e Eddie Johnston hanno allenato la squadra due volte in periodi differenti. Le sconfitte ai supplementari (colonna OTS) sono contabilizzate solo dopo la stagione 1998-99. Bob Johnson e Scotty Bowman sono stati i due allenatori con i quali la squadra ha conquistato le sue due Stanley Cup. Bob Johnson dovette lasciare il posto a Scotty Bowman poco tempo dopo aver vinto il titolo a causa di un tumore al cervello. Dopo la sua morte, la frase pronunciata da Johnson dopo la vittoria del 1991 - It's a great day for hockey! - è stata incisa alla fine della stagione 1991-92 sotto il ghiaccio della Mellon Arena. L'attuale allenatore della squadra è Mike Johnston.
| #  | Nome              | Date                                | PG  | V   | S   | P   | OTS | %V     |
| -- | ----------------- | ----------------------------------- | --- | --- | --- | --- | --- | ------ |
| 1  | George Sullivan   | 6 giugno 1967 - 31 marzo 1969       | 150 | 47  | 79  | 24  |     | 39,3 % |
| 2  | Red Kelly         | 2 luglio 1969 - 13 gennaio 1973     | 274 | 90  | 132 | 52  |     | 42,3 % |
| 3  | Ken Schinkel      | 13 gennaio 1973 - 6 febbraio 1974   | 86  | 29  | 49  | 8   |     | 38,4 % |
| 4  | Marc Boileau      | 6 febbraio 1974 - 17 gennaio 1976   | 151 | 66  | 61  | 24  |     | 51,7 % |
| 5  | Ken Schinkel      | 17 gennaio 1976 - 19 maggio 1977    | 117 | 54  | 43  | 20  |     | 54,7 % |
| 6  | Johnny Wilson     | 13 giugno 1977 - 8 maggio 1980      | 240 | 91  | 105 | 44  |     | 47,1 % |
| 7  | Eddie Johnston    | 15 luglio 1980 - 20 luglio 1983     | 240 | 79  | 126 | 45  |     | 40,2 % |
| 8  | Lou Angotti       | 20 luglio 1983 - 4 giugno 1984      | 80  | 16  | 58  | 6   |     | 28,3 % |
| 9  | Bob Berry         | 4 giugno 1984 - 13 aprile 1987      | 240 | 88  | 127 | 25  |     | 41,9 % |
| 10 | Pierre Creamer    | 4 giugno 1987 - 14 giugno 1988      | 80  | 36  | 35  | 9   |     | 50,6 % |
| 11 | Gene Ubriaco      | 28 giugno 1988 - 5 dicembre 1989    | 106 | 50  | 47  | 9   |     | 51,4 % |
| 12 | Craig Patrick     | 5 dicembre 1989 - 12 giugno 1990    | 54  | 22  | 26  | 6   |     | 46,2 % |
| 13 | Bob Johnson       | 12 giugno 1990 - 1º ottobre 1991    | 80  | 41  | 33  | 6   |     | 55 %   |
| 14 | Scotty Bowman     | 1º ottobre 1991 - 28 maggio 1993    | 164 | 95  | 53  | 16  |     | 62,8 % |
| 15 | Eddie Johnston    | 22 giugno 1993 - 3 marzo 1997       | 276 | 153 | 98  | 25  |     | 59,9 % |
| 16 | Craig Patrick     | 3 marzo 1997 - 26 aprile 1997       | 20  | 7   | 10  | 3   |     | 42 %   |
| 17 | Kevin Constantine | 14 giugno 1997 - 9 dicembre 1999    | 189 | 86  | 67  | 35  | 4   | 51 %   |
| 18 | Herb Brooks       | 9 dicembre 1999 - 9 maggio 2000     | 57  | 29  | 24  | 5   | 2   | 57 %   |
| 19 | Ivan Hlinka       | 21 giugno 2000 - 14 ottobre 2001    | 86  | 42  | 32  | 9   | 3   | 55,8 % |
| 20 | Rick Kehoe        | 14 ottobre 2001 - 15 aprile 2003    | 160 | 55  | 81  | 14  | 0   | 41,9 % |
| 21 | Ed Olczyk         | 11 giugno 2003 - 15 dicembre 2005   | 113 | 31  | 64  | 14  | 4   | 27, %  |
| 22 | Michel Therrien   | 15 dicembre 2005 - 15 febbraio 2009 | 272 | 135 | 105 | -   | 27  | 50,2%  |
| 23 | Dan Bylsma        | 15 febbraio 2009 - 6 giugno 2014    | ... | ... | ... | ... | ... | ...    |
| 24 | Mike Johnston     | 25 giugno 2014 -                    | ... | ... | ... | ... | ... | ...    |
| #  | Nome              | Date                                | PG  | V   | S   | P   | OTS | %V     |

 PG: partite giocate, V: vittorie, S: sconfitte, P: pareggi, OTS: sconfitta ai tempi supplementari, %V: percentuale di vittorie

In grassetto gli allenatori che hanno vinto la Stanley Cup

## Scelte al primo turno dei draft
| Anno | Nome del giocatore | Scelta | Squadra (lega)                        |      | Anno            | Nome del giocatore | Scelta                            | Squadra (lega) |  |
| ---- | ------------------ | ------ | ------------------------------------- | ---- | --------------- | ------------------ | --------------------------------- | -------------- |  |
| 1967 | Steve Rexe         | 2a     | Belleville Seniors                    | 1968 | Gary Swain      | 4a                 | Niagara Falls Flyers (OHA)        |                |  |
| 1969 | -                  | -      | Nessuna                               | 1970 | Greg Polis      | 7a                 | Estevan Bruins (WHL)              |                |  |
| 1971 | -                  | -      | Nessuna                               | 1972 | -               | -                  | Nessuna                           |                |  |
| 1973 | Blaine Stoughton   | 7a     | Flin Flon Bombers (WHL)               | 1974 | Pierre Larouche | 8a                 | Sorel Blackhawks (QMJHL)          |                |  |
| 1975 | Gordon Laxton      | 15a    | New Westminster Bruins (WHL)          | 1976 | Blair Chapman   | 2a                 | Saskatoon Blades (WHL)            |                |  |
| 1977 | -                  | -      | Nessuna                               | 1978 | -               | -                  | Nessuna                           |                |  |
| 1979 | -                  | -      | Nessuna                               | 1980 | Mike Bullard    | 9a                 | Brantford Alexanders (OHL)        |                |  |
| 1981 | -                  | -      | Nessuna                               | 1982 | Rich Sutter     | 10a                | Lethbridge Broncos (WHL)          |                |  |
| 1983 | Bob Errey          | 15a    | Peterborough Petes (OHL)              | 1984 | Mario Lemieux   | 1a                 | Laval Voisins (QMJHL)             |                |  |
| 1985 | Craig Simpson      | 2a     | Michigan Wolverines (NCAA)            | 1986 | Zarley Zalapski | 4a                 | Nazionale del Canada              |                |  |
| 1987 | Chris Joseph       | 5a     | Seattle Thunderbirds (WHL)            | 1988 | Darrin Shannon  | 4a                 | Windsor Spitfires (OHL)           |                |  |
| 1989 | Jamie Heward       | 16a    | Regina Pats (WHL)                     | 1990 | Jaromír Jágr    | 5a                 | HC Kladno (1a lega cecoslovacca)  |                |  |
| 1991 | Markus Näslund     | 16a    | MODO Hockey Örnsköldsvik (Elitserien) | 1992 | Martin Straka   | 16a                | HC Škoda Plzeň (1a lega)          |                |  |
| 1993 | Stefan Bergkvist   | 26a    | Leksands IF (Elitserien)              | 1994 | Chris Wells     | 24a                | Seattle Thunderbirds (WHL)        |                |  |
| 1995 | Aleksey Morozov    | 24a    | Kryl'ja Sovetov Samara (Superliga)    | 1996 | Craig Hillier   | 23a                | Ottawa 67's (OHL)                 |                |  |
| 1997 | Robert Döme        | 17a    | Las Vegas Thunder (IHL)               | 1998 | Milan Kraft     | 23a                | HC Keramika Plzeň (Extraliga)     |                |  |
| 1999 | Konstantin Koltsov | 18a    | Severstal Cherepovets (Superliga)     | 2000 | Brooks Orpik    | 18a                | Boston College Eagles (NCAA)      |                |  |
| 2001 | Colby Armstrong    | 21a    | Red Deer Rebels (WHL)                 | 2002 | Ryan Whitney    | 5a                 | Boston University Terriers (NCAA) |                |  |
| 2003 | Marc-André Fleury  | 1a     | Cape Breton Screaming Eagles (QJMHL)  | 2004 | Evgeni Malkin   | 2a                 | Metallurg Magnitogorsk (Russia)   |                |  |
| 2005 | Sidney Crosby      | 1a     | Rimouski Oceanic (QMJHL)              | 2006 | Jordan Staal    | 2a                 | Peterborough Petes (OHL)          |                |  |
| 2007 | Angelo Esposito    | 20a    | Quebec Remparts (QJMHL)               | 2008 | -               | -                  | Nessuna                           |                |  |
| 2009 | Simon Després      | 30a    | Saint John Sea Dogs (QJMHL)           | 2010 | Beau Bennett    | 20a                | Penticton Vees (BCHL)             |                |  |
| 2011 | Joe Morrow         | 23a    | Portland Winterhawks (WHL)            | 2012 | Derrick Pouliot | 8a                 | Portland Winterhawks (WHL)        |                |  |
| 2012 | Olli Määttä        | 22a    | London Knights (OHL)                  |      | 2013            | -                  | -                                 | Nessuna        |  |
| 2014 | Kasperi Kapanen    | 22a    | KalPa (SM-liiga)                      |      | 2015            | -                  | -                                 | Nessuna        |  |

## Palmarès
Stanley Cup: 5
- 1990-91, 1991-92, 2008-09, 2015-16, 2016-17

Presidents' Trophy
- 1992-93

Prince of Wales Trophy
- 1990-91, 1991-92, 2007-08, 2008-09

Art Ross Trophy
- Mario Lemieux: 1987-88, 1988-89, 1991-92, 1992-93, 1995-96, 1996-97
- Jaromír Jágr: 1994-95, 1997-98, 1998-99, 1999-00, 2000-01
- Sidney Crosby: 2006-07, 2013-14
- Evgeni Malkin: 2008-09, 2011-12

Bill Masterton Memorial Trophy
- Lowell MacDonald: 1972-73
- Mario Lemieux: 1992-93

Calder Memorial Trophy
- Mario Lemieux: 1984-85
- Evgeni Malkin: 2006-07

Conn Smythe Trophy
- Mario Lemieux: 1990-91, 1991-92
- Evgeni Malkin: 2008-09

Frank J. Selke Trophy
- Ron Francis: 1994-95

Hart Memorial Trophy
- Mario Lemieux: 1987-88, 1992-93, 1995-96
- Jaromir Jagr: 1998-99
- Sidney Crosby: 2006-07, 2013-14
- Evgeni Malkin: 2011-12

Jack Adams Award
- Dan Bylsma: 2010-11

James Norris Memorial Trophy
- Randy Carlyle: 1980-81

Lady Byng Memorial Trophy
- Rick Kehoe: 1980-81
- Ron Francis: 1994-95, 1997-98

Ted Lindsay Award
- Mario Lemieux: 1985-86, 1987-88, 1992-93, 1995-96
- Jaromir Jagr: 1998-99, 1999-00
- Sidney Crosby: 2006-07, 2012-13, 2013-14
- Evgeni Malkin: 2011-12

Lester Patrick Trophy
- Jack Riley: 1985-86
- Joe Mullen: 1994-95
- Mario Lemieux: 1999-00
- Craig Patrick: 1999-00
- Herb Brooks: 2001-02

National Hockey League Plus/Minus Award
- Mario Lemieux: 1992-93
- Ron Francis: 1994-95
- Pascal Dupuis: 2012-13

Lou Marsh Trophy
- Mario Lemieux: 1993
- Sidney Crosby: 2007, 2009

Mark Messier Leadership Award
- Sidney Crosby: 2009-10

Maurice Richard Trophy
- Sidney Crosby: 2009-10

National Hockey League General Manager of the Year Award
- Ray Shero: 2012-13

NHL All-Star Game MVP
- Greg Polis: 1973
- Mario Lemieux: 1985, 1988, 1990

National Hockey League All-Rookie Team
- 1985: Mario Lemieux, Warren Young
- 1989: Zarley Zalapski
- 1991: Jaromir Jagr
- 1997: Patrick Lalime
- 2003: Sebastien Caron
- 2004: Ryan Malone
- 2006: Sidney Crosby
- 2007: Evgeni Malkin, Jordan Staal

Primo team All-Star
- 1981: Randy Carlyle
- 1988: Mario Lemieux
- 1989: Paul Coffey, Mario Lemieux
- 1992: Kevin Stevens
- 1993: Mario Lemieux
- 1995: Jaromír Jágr
- 1996: Jaromir Jagr, Mario Lemieux
- 1997: Mario Lemieux
- 1998: Jaromir Jagr
- 1999: Jaromir Jagr
- 2000: Jaromir Jagr
- 2001: Jaromir Jagr
- 2007: Sidney Crosby
- 2008: Evgeni Malkin
- 2009: Evgeni Malkin
- 2012: Evgeni Malkin, James Neal
- 2013: Sidney Crosby, Chris Kunitz
- 2014: Sidney Crosby

Secondo team All-Star
- 1986: Mario Lemieux
- 1987: Mario Lemieux
- 1990: Paul Coffey
- 1991: Kevin Stevens
- 1992: Mario Lemieux
- 1993: Tom Barrasso, Larry Murphy, Kevin Stevens
- 1995: Larry Murphy
- 1997: Jaromir Jagr
- 2001: Mario Lemieux
- 2010: Sidney Crosby
- 2013: Kris Letang

### Trofei interni
Come molte altre squadre della NHL, i Penguins possiedono i propri trofei interni, una sorta di propria "Hall of Fame". Alcuni dei giocatori inseriti in questa HoF sono:
- Mario Lemieux,
- Rick Kehoe,
- Jean Pronovost,
- Syl Apps,
- Dave Burrows,
- Joe Mullen,
- Les Binkley,
- Ulf Samuelsson,
- Paul Coffey.

Questa Hall of Fame include allo stesso tempo persone che hanno gravitato attorno al mondo dei Penguins senza essere però giocatori:
- Edward J. DeBartolo - vecchio proprietario della squadra
- Mike Lange - commentatore delle partite dei Penguins
- A.T. Caggiano - assistente dei manager e degli allenatori per l'abbigliamento della squadra
- Elaine Heufelder - vecchio assistente di direzione
- Craig Patrick - vecchio direttore generale della squadra
- Jack Riley - vecchio direttore generale della squadra
- Bob Johnson - allenatore della squadra durante la stagione 1990-1991

## Proprietari della franchigia
Dopo la sua nascita, la franchigia ha avuto diversi proprietari:
- da giugno 1965 a marzo 1968: Jack McGregor e Peter Block;
- da marzo 1968 ad aprile 1971: Donald Parsons;
- da aprile 1971 a giugno 1975: Peter Block, Elmore Keener e Peter Burchfield;
- da giugno a luglio 1975: la National Hockey League;
- da luglio 1975 a febbraio 1976: Al Savill, Otto Frenzel e Wren Blair;
- da febbraio 1976 a febbraio 1977: Al Savill e Otto Frenzel;
- da febbraio 1977 a novembre 1991: Edward J. DeBartolo Sr.;
- da novembre 1991 a settembre 1999: Howard Baldwin, Moris Belzberg e Thomas Ruta con l'aggiunta di Roger Marino nel maggio 1997;
- dal settembre 1999: Mario Lemieux e Ron Burkle